# Subfunkcjonalizacja

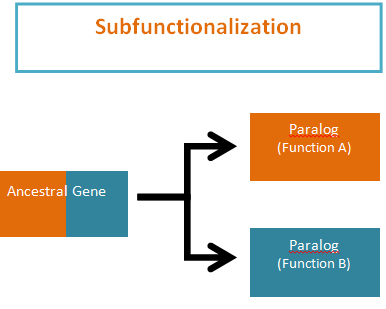
W wyniku procesu subfuncjonalizacji funkcje pierwotnego wielofunkcyjnego genu są rozdzielone między kopie tego genu po duplikacji

Subfunkcjonalizacja – jeden z dwóch mechanizmów nabywania nowych funkcji przez geny po duplikacji polegający na tym, że w wyniku mutacji w obu genach jeden z nich przejmuje pewną część funkcji pierwotnego wielofunkcyjnego genu, drugi – pozostałą część. W ten sposób oba geny są niezbędne do pełnienia swojej pierwotnej roli i mogą podlegać dalszym zmianom ewolucyjnym oraz specjalizacji.
Zazwyczaj w genomie haploidalnym występuje po jednej kopii większości genów. Duplikacja to mechanizm powodujący pojawienie się w genomie dodatkowej kopii już istniejącego genu. W efekcie w haploidalnym genomie istnieje więcej niż pojedyncza kopia danego genu. Tak powstają geny paralogiczne, należące do tej samej rodziny i pełniące na początku tę samą funkcję. Jednakże dzięki temu nadmiarowi może zajść zróżnicowanie funkcjonalne na dwa sposoby. Według pierwszego modelu jeden z nich może nabyć nową funkcję w procesie neofunkcjonalizacji. Według drugiego, w przypadku kiedy zduplikowany gen był wielofunkcyjny, może zajść subfunkcjonalizacja. Opisuje ją model DDC (duplikacja-degeneracja-komplementacja) zaproponowany przez zespół Force'a w 1999.
Jeśli mamy dwie kopie genu pełniącego co najmniej dwie funkcje, w jednym z nich zajść może mutacja powodująca utratę części funkcji, a pomimo to wszystkie funkcje pierwotnego genu zostaną zachowane, ponieważ wypełnia je drugi gen. W tym drugim genie może dojść do innej mutacji, w wyniku której traci on tę część funkcji, którą spełnia pierwszy gen. W efekcie w genomie obecne będą dwa komplementarne geny o różnej funkcji, oba niezbędne, przez co dobór naturalny utrzyma je razem w genomie. Będą jednak mogły ewoluować oddzielnie i kodować bardziej wyspecjalizowane formy białek o nieco odmiennych funkcjach, co obserwuje się w wielu rodzinach białek.
Śladem po zajściu subfunkcjonalizacji będzie obecność licznych mutacji w obu kopiach niegdyś zduplikowanego genu. Oszacowano, że u poliploidalnych roślin zachowuje się 15% genów, które uległy duplikacji.

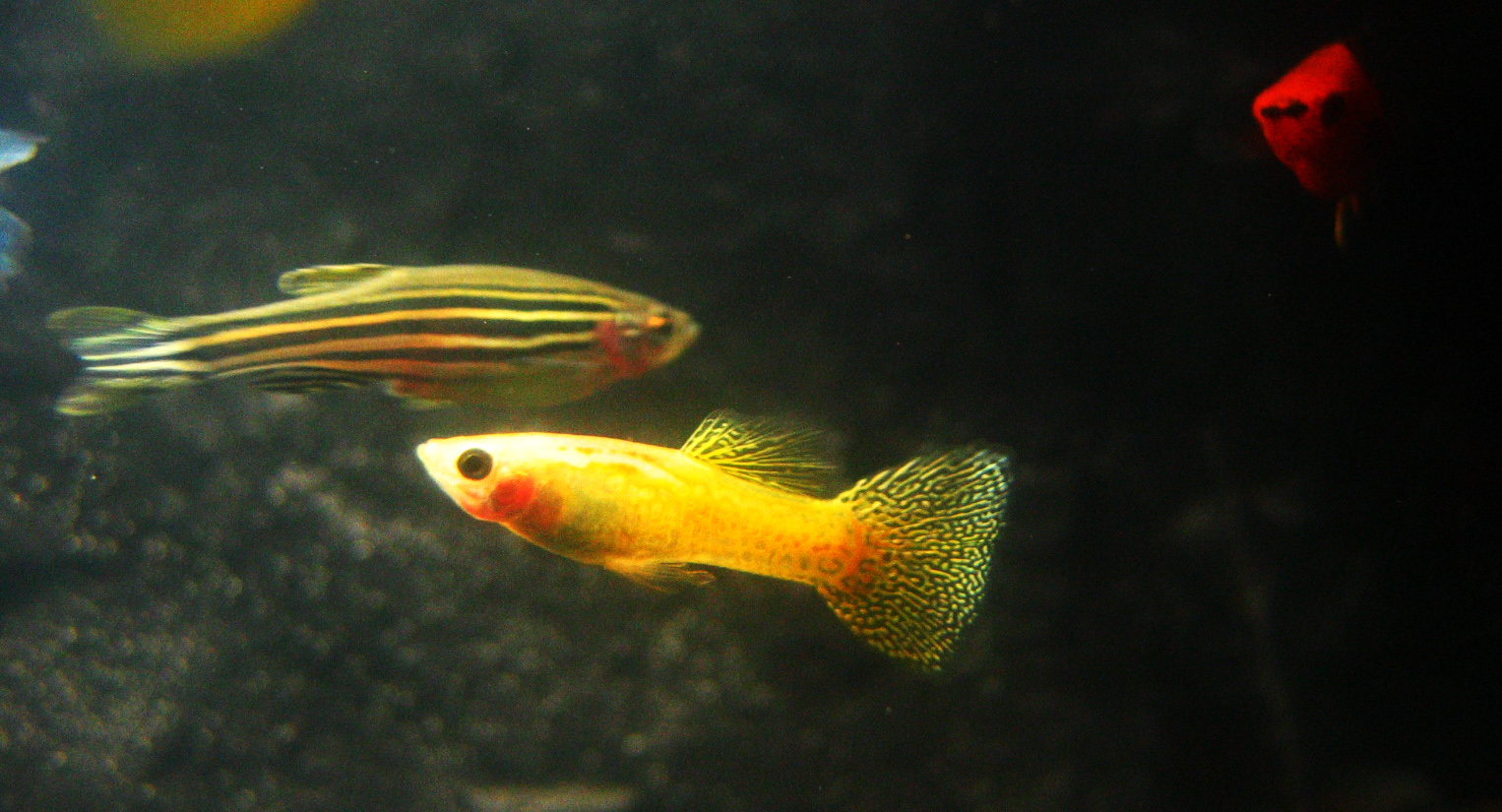
Subfunkcjonalizację opisano m.in. w przypadku genu Hoxb1 u ryb z rodzaju danio

Przykładem subfunkcjonalizacji jest gen Hoxb1, który uległ podwojeniu u przodka danio. U ssaków występuje pojedynczy gen Hoxb1, odgrywający ważną rolę w rozwoju. U myszy gen ten ulega ekspresji w tyłomózgowiu w sposób ciągły. U danio jest inaczej. Początkowo włącza się gen Hoxb1a, który działa do 10 h po zapłodnieniu, a po tym czasie zaczyna ulegać ekspresji Hoxb1b. Zwróciwszy uwagę na budowę pierwotnego genu Hoxb1, dostrzega się w nim sekwencje wzmacniające położone zarówno w kierunku 5', jak i 3'. Natomiast pary tych enhancerów nie znajdzie się razem w genach Hoxb1a ani Hoxb1b dania. Pierwszy z tych genów zachował jedynie sekwencję wzmacniającą powyżej genu, a drugi – poniżej.